# Stazione di Gallipoli Baia Verde
La stazione di Gallipoli Baia Verde è una fermata ferroviaria posta sulla linea Casarano-Gallipoli (linea 4). Serve la località balneare di Baia Verde, frazione del comune di Gallipoli.

## Storia
La fermata di Gallipoli Baia Verde venne attivata il 29 luglio 1995.

## Servizi
La fermata dispone di:
- Area per l'attesa
- Accessibilità per portatori di handicap

## Movimento
La stazione è servita dai treni regionali svolti dalle Ferrovie del Sud Est nella relazione Casarano - Gallipoli via la linea 4.